# أجر حقيقي

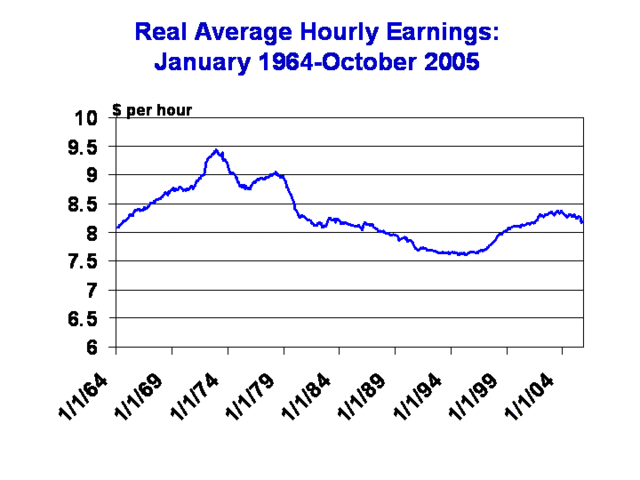

يعرف الأجر الحقيقي بأنه القوة الشرائية للنقد الذي يحصل عليه العامل، حيث تؤخذ حسابات نسب التضخم في تحديد القوة الشرائية لهذا النقد.
يربط بعض الباحثين والمحللين الاقتصاديين النمو في الأجر الحقيقي بالنمو في الإنتاجية ومصروفات الحكومة بالإضافة إلى التضخم. فبشكل عام كلما انخفضت نسبة التضخم انخفضت مصروفات الحكومة كنسبة من الناتج القومي الإجمالي وبارتفاع نسبة الإنتاجية ستزيد نسب نمو الأجر الحقيقي.
فالأجر الحقيقي هو مقدار السلع والخدمات التي تشترى لإشباع حاجات الفرد من الأجر النقدي، أي هو عبارة عن القوة الشرائية التي يحصل عليها العامل بهذا الأجر ومن المعروف بأن هناك علاقة عكسية بين ارتفاع المستوى العام للأسعار وانخفاضه وبين ما يحصل عليه الفرد من سلع وخدمات كما ونوعا، فكمية ونوعية السلع تنخفض في حالة ارتفاع الأسعار وتتحسن وتزيد في حالة انخفاضها.

## الراتب الاسمي أو الأساسي
المقصود بلفظ الراتب الأساسي أو الاسمي هو الراتب الشهري فقط بدون حساب الأجور أو المخصصات الأخرى مثل:
- بدل السكن
- بدل المعيشة
- بدل الخطر
- بدل العلاج
- بدل الغربة
- بدل الساعات الأضافية
- بدل التنقل